# نشان سه ستاره خدمت
نشان سه ستاره خدمت (Order of Three Stars of Service) یکی از نشان‌های افتخار در ایران است.
این نشان همچون نشان کوشش، نشان پاس و نشان سنین خدمت شهربانی به افسران، درجه داران و کارمندان شهربانی کل کشور در دوران زمامداری رضاشاه و محمدرضا پهلوی اعطاء می‌گردید.

## طراحی و ساخت
این نشان در یک نوع و سه درجه ساخته و اعطاء می‌شد.
این نشان به شکل ستاره ای شکل بوده و از سه ستاره درون یکدیگر تشکیل شده بود. اطراف این ستاره‌ها بسته به نوع درجه قابی از جنس طلا، نقره و برنز تشکل شده بود. داخل هر یکی از این ستاره‌ها میناکاری شده بود و به ترتیب رنگ‌های سبز، سفید و قرمز، به نشان پرچم ایران طراحی شده بود. در وسط نشان نقش میناکاری شده شیر و خورشید بر روی زمینه ای قرمز رنگ قرار داشت.
روبان این نشان از نواری با دو خط عمودی سبز رنگ پهن و سه خط عمودی قرمز رنگ و شش خط عمودی سفید رنگ در لابلای یکدیگر تشکیل شده بود و بر روی آن به ترتیب برای درجه یک، تک برگ طلایی بلوط، درجه دو، تک برگ نقره ای بلوط و برای درجه سه، تک ستاره برنزی قرار می‌گرفت.